# Indica Watson
Indica Elizabeth Watson (Londres, Inglaterra, 20 de enero de 2010) es una actriz británica. Es conocida por su trabajo en las series de televisión Who Is Erin Carter?, Sherlock y The Missing, así como en las películas A Boy Called Christmas, Madame Curie y La vida electrizante de Louis Wain.

## Filmografía

### Cine
| Año  | Título                                   | Director        | Papel                                  | Nota          |
| ---- | ---------------------------------------- | --------------- | -------------------------------------- | ------------- |
| 2019 | Martyrs Lane                             | Ruth Platt      | Leah                                   | Cortometraje; |
| 2019 | Nurtured                                 | Ben Pearce      | Alex                                   | Cortometraje; |
| 2019 | Radioactive                              | Marjane Satrapi | Irène Curie (6 años)                   | [ 5 ]         |
| 2021 | The Electrical Life of Louis Wain        | Will Sharpe     | Felicie (joven)                        | [ 6 ]         |
| 2021 | The Laureate                             | William Nunez   | Catherine Nicholson                    |               |
| 2021 | A Boy Called Christmas                   | Gil Kenan       | Pequeña Noosh                          | [ 7 ]         |
| 2022 | The Damned: Night of a Thousand Vampires | Martin Gooch    | Ver listaClaudia Muñeco de ventrílocuo |               |

### Televisión
| Año  | Título                | Papel                | Nota                   |
| ---- | --------------------- | -------------------- | ---------------------- |
| 2016 | The Missing           | Lucy                 | Serie; 4 episodios     |
| 2017 | Sherlock              | Pequeña Eurus Holmes | Serie; 1 episodio      |
| 2018 | Waffle the Wonder Dog | Poppy Essam          | Serie; 1 episodio      |
| 2018 | True Horror           | Meemi-Rose (6 años)  | Miniserie; 1 episodio  |
| 2018 | Deep State            | Lola Easton          | Serie; 8 episodios     |
| 2019 | Grantchester          | Jessica              | Serie; 1 episodio      |
| 2019 | Gold Digger           | Charlotte Day        | Miniserie; 6 episodios |
| 2022 | The Midwich Cuckoos   | Evie Stone           | Serie; 2 episodios     |
| 2023 | Who Is Erin Carter?   | Harper               | Miniserie; 6 episodios |